# Chaetostoma milesi
Chaetostoma milesi är en fiskart som beskrevs av Fowler, 1941. Chaetostoma milesi ingår i släktet Chaetostoma och familjen Loricariidae. Inga underarter finns listade i Catalogue of Life.